# Džuba (město)
Džuba (anglicky Juba, arabsky جوبا‎) je hlavní město Jižního Súdánu. Leží na obou březích Bílého Nilu.

## Historie
V 19. století se v místech dnešní Džuby nacházela pevnost a misie Gondokoro. V roce 1947 byla ve městě podepsána dohoda o spojení jižního a severního Súdánu. V druhé polovině 20. století se Džuba stala centrem odporu jižních súdánských provincií proti vládě v Chartúmu.
V roce 2005 byla mezi Súdánskou lidově osvobozeneckou armádou a súdánskou vládou podepsána smlouva rozšiřující jihosúdánskou autonomii. Od téhož roku byla Džuba hlavním městem autonomní oblasti Jižní Súdán a zároveň administrativním centrem provincie Střední Equatoria.

## Podnebí a klima
V Džubě je tropické horké a suché klima. Protože leží blízko rovníku, teploty jsou celoročně vysoké. Od března do listopadu je tam období dešťů.

## Galerie

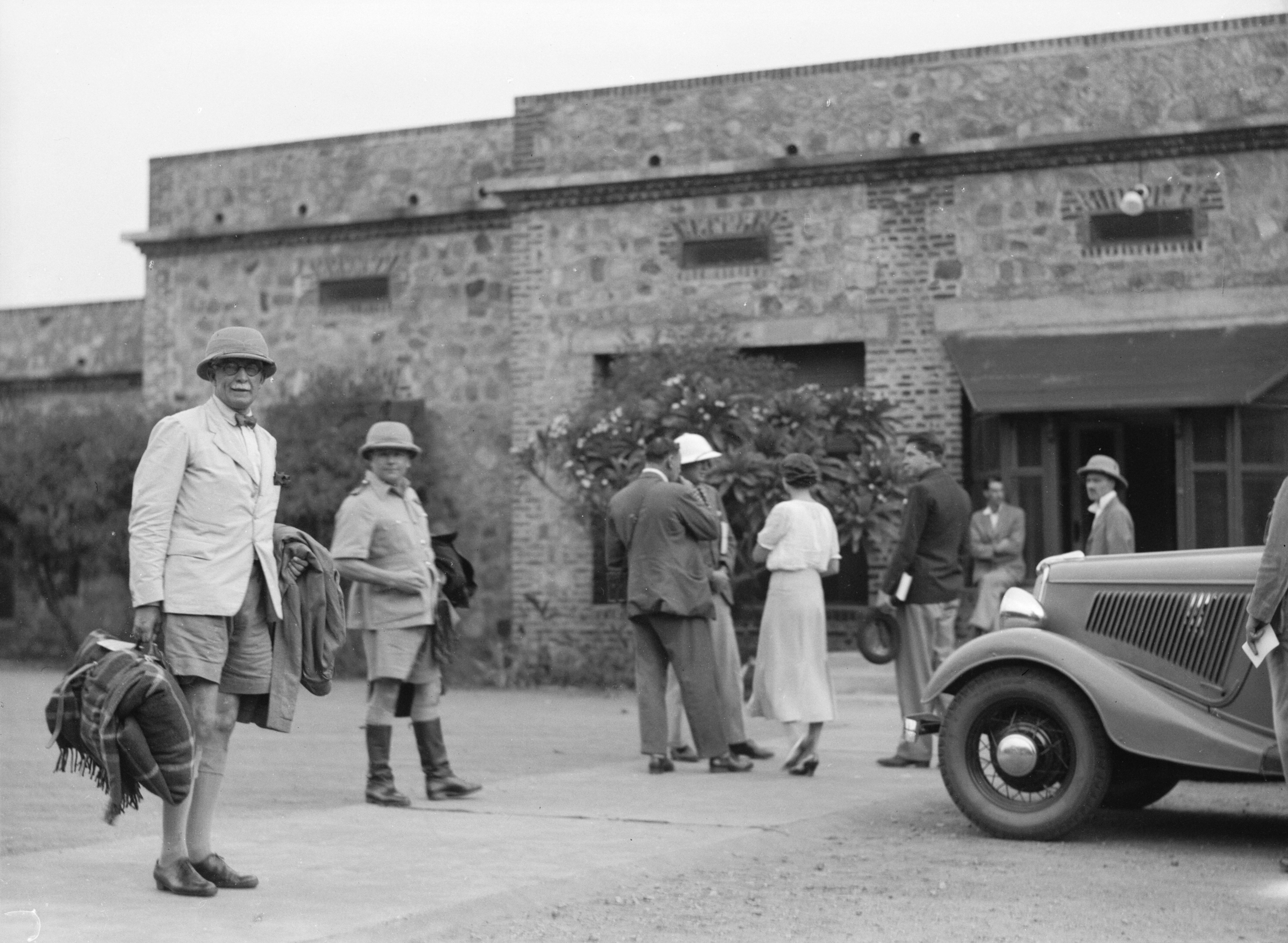
Hotel v Džubě (1936)
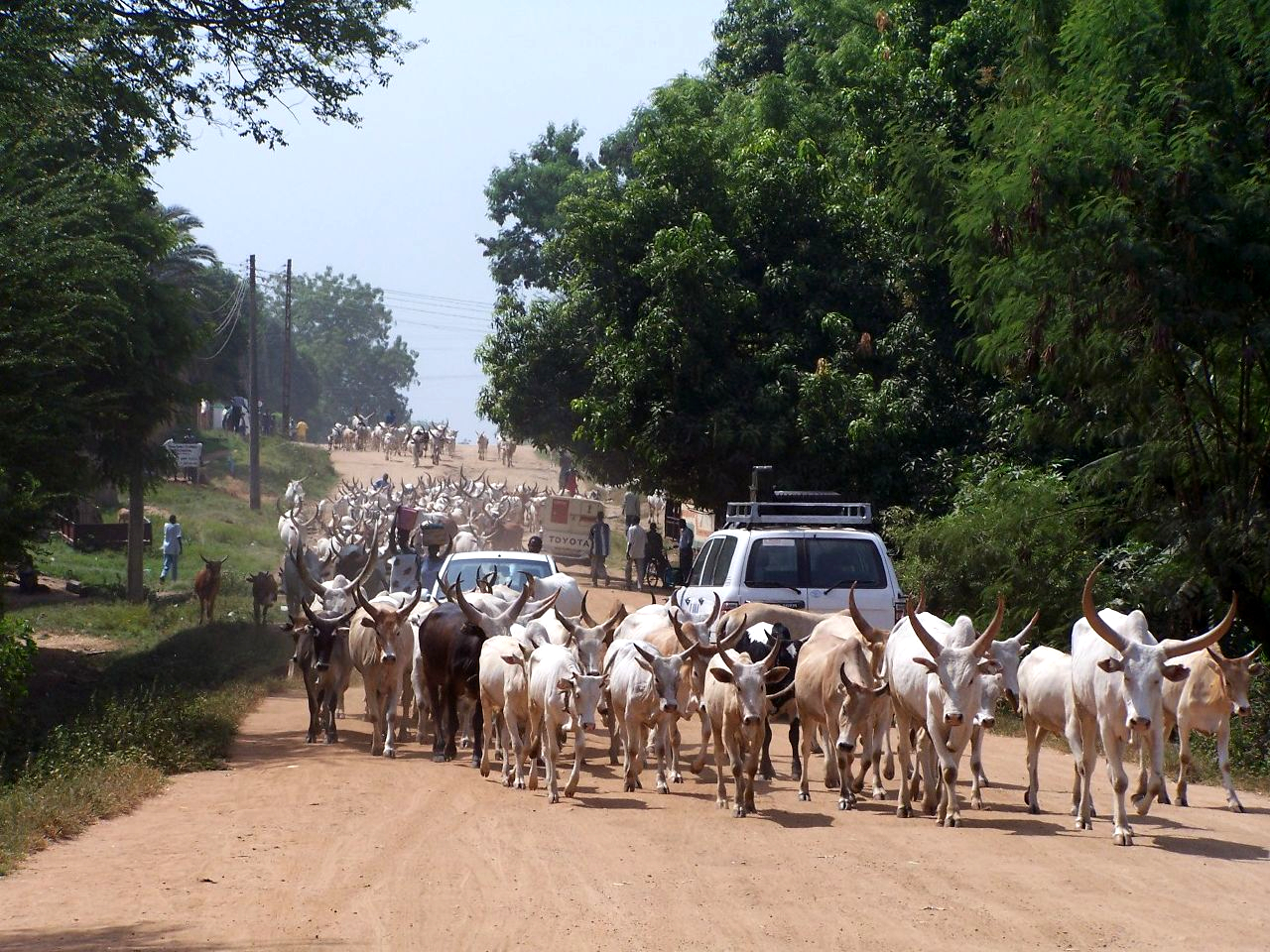
Dobytek na ulici v Džubě
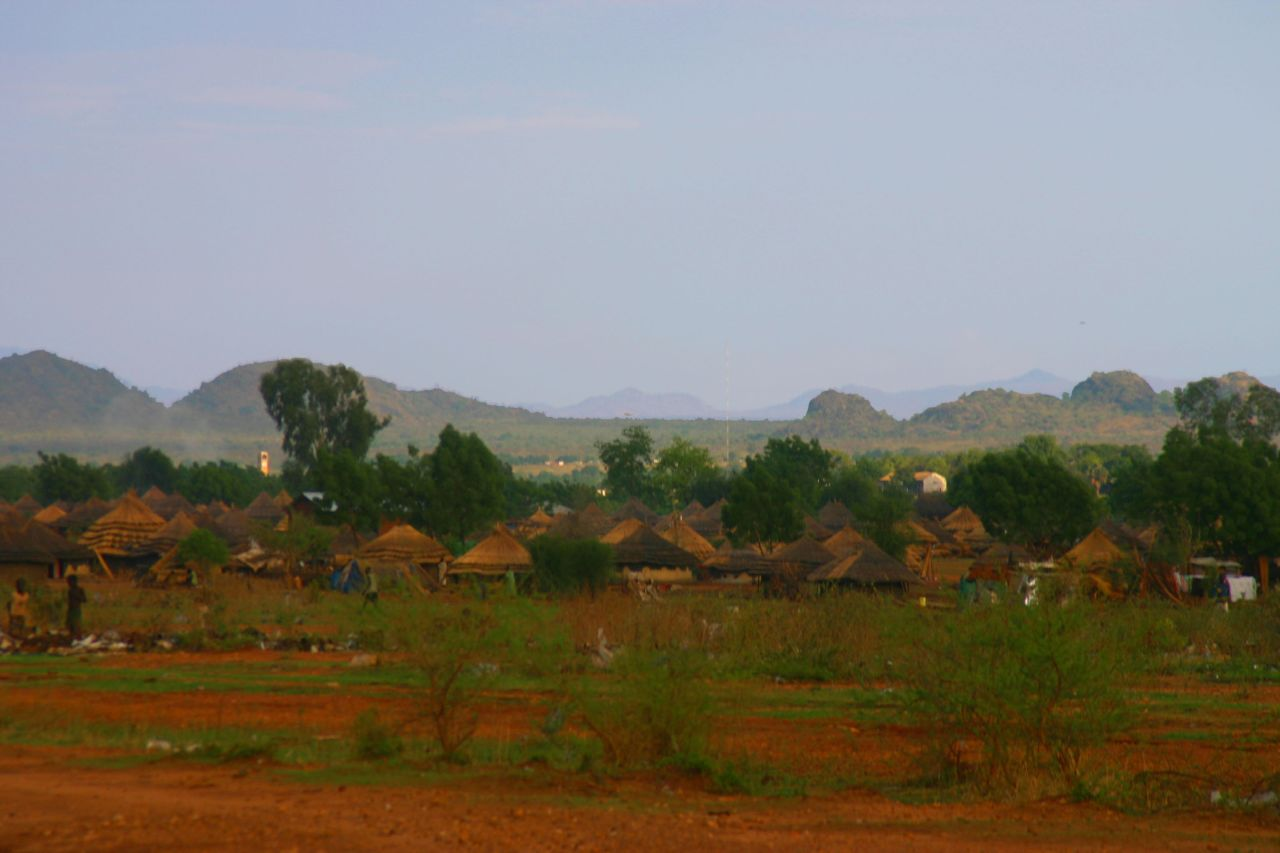
Džuba (2006)